# Asura lutara
Asura lutara är en fjärilsart som beskrevs av Moore 1859. Asura lutara ingår i släktet Asura och familjen björnspinnare. Inga underarter finns listade i Catalogue of Life.